# Ichneumon sectatorius
Ichneumon sectatorius là một loài tò vò trong họ Ichneumonidae.